# ناس من طين (رواية)
تعتبر رواية ناس من طين(باالأنجليزية Kil'n People) إحدى روايات الخيال العلمي لديفيد برين، إذ كتبها عام 2002. ونشرت في المملكة المتحدة بعنوان (Kiln peoplel). وحصلت على المركز الثاني كأفضل رواية خيال علمي أو فانتازيا لعام2002، وأيضا حصلت على أربع جوائز كجائزة هوغو ولوكوس وجون دابليو كامبل وآرثر كية كلاركى 1.
ويظهر في الرواية مصطلح تكنولوجيا المراقبة بمفهوم واسع. ولقد طور برين في روايتهِ فكرة المجتمع الشفاف، ويعد عمل (ناس من طين) من الأعمال أدبية المميزة.

## عن الكاتب
غلين ديفيد برين، (ولد في مدينة غليندال بولاية كاليفورنيا الولايات المتحدة الأمريكية، عام 6 أكتوبر، 1950) هو عالم وكاتب االخيال العلمي حاصل على عدة جوائز كجائزة: هوغو، لوكوس، وكامبل سديم الخيال العلمي. وفي سن23 تخرج من علوم الفلك بمعهد كاليفورنيا للتكنولوجيا عام 1973. ثم حصل على ماجيستير في علم الفيزياء التطبيقي في جامعة سان دييغو عام1978 وأيضا حصل على دكتوراه في الفلسفةعام 1981. يقيم في جنوب
لكاليفورنيا مع أولاده. أعماله عديدة وعروفة على مستوى العالم بسلسة رواياتت تسمى بأرتفاع الأجنحة.لدية أعمال أخرى بارزة كرواية الأرض وناس من طين.

### الجوائز
- `جوائز هوجو: تمنح هذه الجائزة لأعمال الخيال العلمي وفانتازيا وأيضا تمنح للفنانين والرساميين، إلخ، كانت تحظى باهتمام بالغ في الستينات والسبعينات ولكنها بدأت في فقد أهميتها مقارنتا بالجوائز الأخرى. تحمل هذه الجائزة أسم هوجو خرنسبك هو مؤسس مجلة رائدة في عالم الخيال العلمي. وتمنح سنويا منذ عام 1953 بإتفاقية عالمية للخيال العلمي (Worldcon).
- جوائز لوكوس: هي جوائز أدبية وتقدم هذه الجوائز منذ1971 واحيانا تصاحب بشهادة. يتم أختيار الفائزين من قبل قراء مجلة لوكوس.
- جائزة جون وود كامبل ميموريال: هي جائزة أدبية ذات مكانة مرموقة تمنح لأعمال الخيال العلمي.

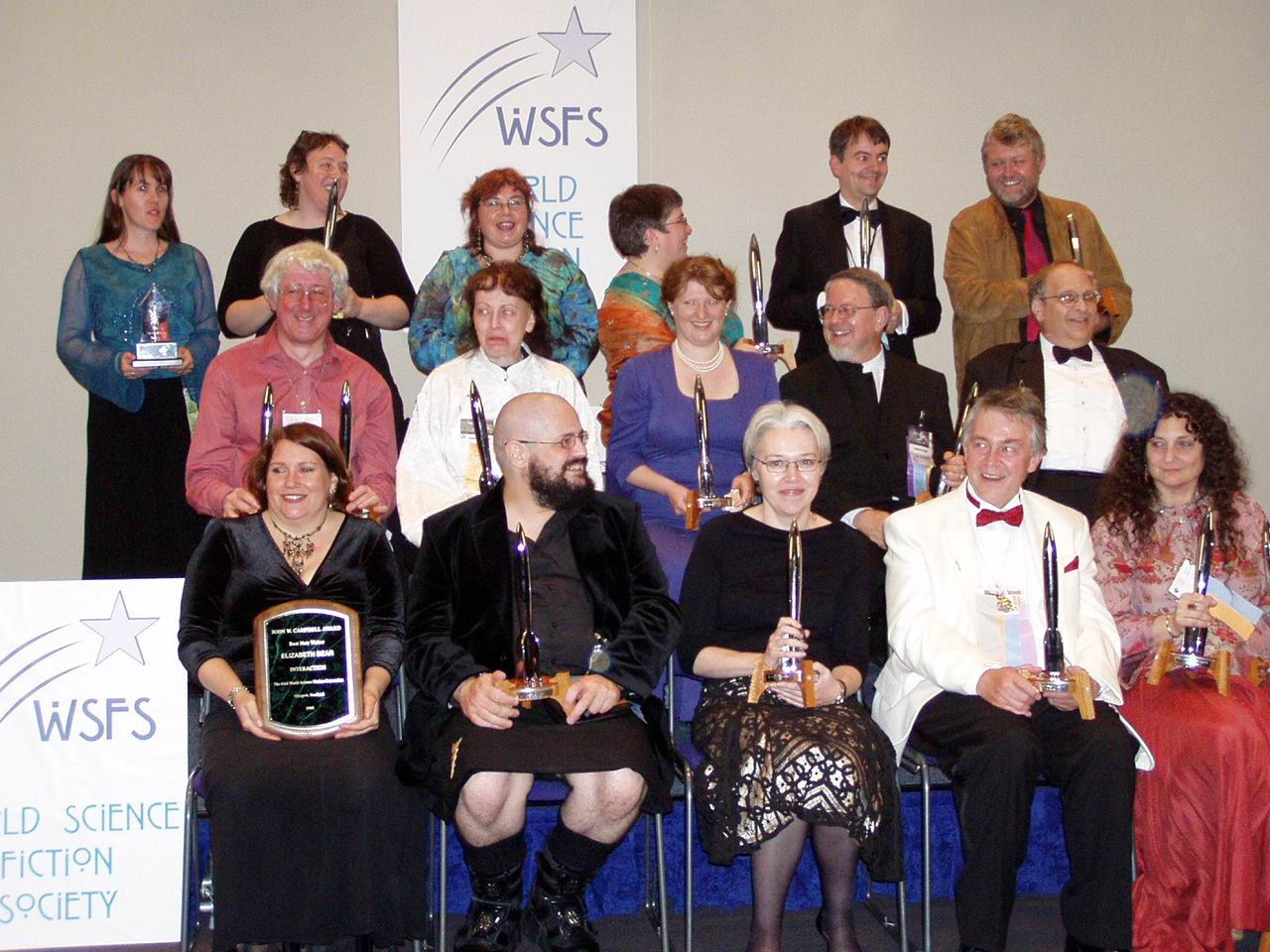
حاصلين علي جائزة هوجو 2005

## الخيال العلمي
'الخيال العلمي ويعرف في اللغة الإنجليزية بمصطلح Science Fiction ويشار إليه اختصارا بـ "Sci-Fi" أو "SF"، هو نوع من الفن الأدبي يعتمد على الخيال حيث يخلق المؤلف عالما خياليا أو كونا ذا طبيعة جديدة بالاستعانة بتقنيات أدبية متضمنة فرضيات أو استخدام لنظريات علمية فيزيائية أو بيولوجية أو تكنولوجية أو حتى فلسفية. من الممكن أن يتخيل المؤلف نتائج هذه الظواهر أو النظريات محاولا اكتشاف ما ستؤول إليه الحياة ومتطرقا لمواضيع فلسفية أحيانا. وقد تتناول موضوع القيم في عالم جديد مختلف. ما يميز أدب الخيال العلمي أنه يحاول أن يبقى متسقا مع النظريات العلمية والقوانين الطبيعية دون الأستعانة بقوى سحرية أو فوق طبيعية مما يجعله متمايزا عن الفانتازيا. غالبا ما يكون الإطار الزماني لرواية الخيال العلمي في المستقبل القريب أو البعيد. أمّا الإطار المكاني فيمكن أن يكون على الأرض أو على إحدى الكواكب السيّارة أو في أي بقعة من الكون أو حتى في أماكن خيالية كالأبعاد المتوازية. ومن الممكن أن نجد الخيال العلمي في الكتب والمجلات وفي الأفلام والمسلسلات، كما يمكن أن نجده في الأعمال الفنية مثل الرسم والنحت والألعاب والمسرحيات وغير ذلك من وسائل الإعلام.
كوسيلة لفهم العالم من خلال التكهن ورواية القصص، تعود جذور الخيال العلمي إلى الميثولوجيا، ونجد بوادر ظهور الخيال العلمي عند الكاتب لوقيان السميساطي في القرن الثاني للميلاد، وكذلك في بعض حكايات ألف ليلة و ليلة وحكاية قاطع الخيزران في الفلكلور الياباني في القرن العاشر للميلاد وبعض كتابات ابن النفيس في القرن الثالث عشر للميلاد.

## ملخص الرواية
تروي عن مغامرات المحقق ألبرت موريس والنسخ المتعدد في المجتمع الجديد. وينشغل بحل قضية عنف واختطاف من قبل نسخ. ولكن سرعان ما يواجة قضية أخرى. أثناء مهمتة يكتشف شبكة تآمرمعقدة في مجتمع المستقبل حيث يفتقد النسخ لحقوقة. ثم يختفي يوسيل مارال هو أحد مؤسسي (عالم الطين) وهي الشركة التي تستحوذ أو تحتكر التكنولوجيا الجديدة، ويعتقد أن هناك شئ ما يختبئ تحت سجاد الشركة.

## وصف عالم الرواية

ناس من طين (رواية)

تجري أحداث الرواية في المستقبل حيث يستطيع الناس أن يخلقوا أو ينشؤا نسخ أخرى من أنفسهم من الطين تسمى (dittos" o golem) (في الفلكلور أو الفنون الشعبية للعصور الوسطى
والأساطير اليهودية هو كائن متحرك مصنوع من الطين أو السراميك أو مواد مماثلة) .تحتفظ هذه النسخ بجميع ذكريات النموذج الأصلي ولكن قبل صناعته، حيث يستمر هذا النسخ ليوم واحد وبما أن هذه النسخ يتم تفريغ ذاكرتهم ، لذلك الشخص الاصلي علية الاختيار إذا كان يريد تحميل ذكريات أخرى أم لا.وسيقوم غالبية الناس بإستخدامها من أجل القيام بعملهم لإنها ستكون في متناول الفقراء. سيمكن أيضا تصنيعهم بالوان عدة تشير إلى نوعية ووظيفة النسخ. مثلا النسخ ذات اللون الأخضر هو اقتصادي ويناسب الأعمال المنزلية، بينما ذات اللون الرمادي فهو يناسب العمل في الشركات.أما المصنوعة من خشب الأبنوس فهي تميزة جدا حيث تعمل عل تحليل البيانات، بينما المصنوع من البلاتين فهو يشبه الأشخاص أو الأناس الحقيقين ويستخدم من قبل الأغنياء. وهناك أيضا ما يعمل على المتعة والإشباع الجنسي وهو مصنوع من العاج. أما باقي الألوان كالأحمر والأصفر والأرجواني نادرا ما تذكر.

## ترجمات
- ألمانيا: "Copy" 2005
- روسيا: "Глина" ("Clay"), 2005
- إسبانيا: "Gente de Barro" ("Mud People"), 2002
- إسرائيل : "אנשי הכבשן" ("Kiln People"), 2004
- فرنسا: "Le Peuple d'argile" ("The Clay People")
- اليابان: "キルン・ピープル" ("Kiln People"), 2007
- المجر : "Dettó" 2009es:gente de barro

## أقرأ أيضا
الأرض (رواية)

## وصلات خارجية
- Kiln People at Worlds Without End